# Филетоле (Фрозиноне)
Филетоле је насеље у Италији у округу Фрозиноне, региону Лацио.
Према процени из 2011. у насељу је живело 169 становника. Насеље се налази на надморској висини од 80 м.